# 帕皮爾尼亞 (奧夫魯奇區)
51°17′13″N 28°37′7″E / 51.28694°N 28.61861°E
帕皮爾尼亞（烏克蘭語：Папірня），是烏克蘭北部的村莊，隸屬日托米爾州的科羅斯滕區。該村始建於1922年，面積3.99平方公里，海拔高度158米，2001年人口112，人口密度每平方公里28.07人。